# Dieter Schantz
Dieter Schantz ist ein ehemaliger deutscher Boxer.

## Werdegang
Schantz begann seine Laufbahn als Berufsboxer im März 1978 mit einer Niederlage gegen Peter Bio aus Ghana. Seinen zweiten Kampf bestritt er ebenso gegen Bio und verlor erneut. Nach einem Unentschieden gegen Ömer Karadenis in seinem dritten Duell als Berufsboxer gelang Schantz im September 1978 der erste Sieg, als er Mohamed Benouadha bezwang. Mitte Oktober 1978 trat er gegen den ehemaligen deutschen Meister Klaus Jacoby und gewann vorzeitig. Im November 1978 stellte sich Schantz zu einem dritten Kampf mit Peter Bio und setzte sich diesmal durch.
Im Juni 1979 stand Schantz wieder mit Klaus Jacoby im Ring, diesmal ging es um die deutsche Meisterschaft im Leichtgewicht. Schantz siegte. Er trat im Folgemonat in Oklahoma City gegen den US-Amerikaner Sean O’Grady an und verlor. Ende September 1981 bestritt Schantz seinen letzten Kampf als Berufsboxer: In Köln stieg er als amtierender deutscher Meister im Leichtgewicht gegen René Weller in den Ring. Weller bestimmte das Duell in seinem erst dritten Auftritt als Berufsboxer und schlug Schantz vor 2944 Zuschauern in der vierten Runde zu Boden. Nach diesem schweren Niederschlag wurde der Kampf abgebrochen, Schantz musste seinen Titel abgeben.